# St.-Anna-Kapelle (Rellinghausen)

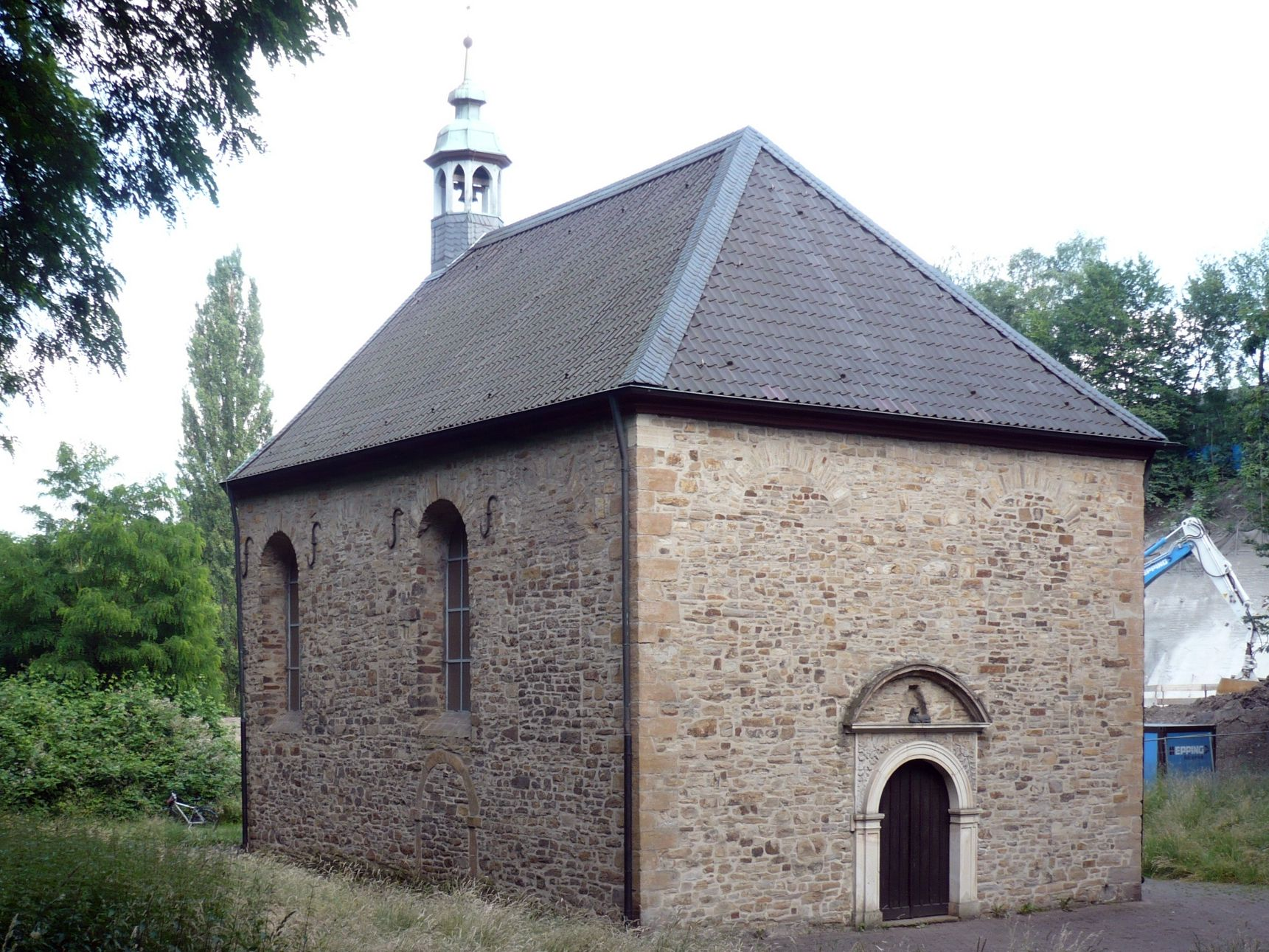
St.-Anna-Kapelle

Die katholische St.-Anna-Kapelle ist ein unter Denkmalschutz stehendes Kirchengebäude in Essen-Rellinghausen. Ihre Geschichte reicht in bis in den Anfang des 16. Jahrhunderts.

## Geschichte und Architektur
Der Vorgängerbau war eine 1516 errichtete Sühnekapelle. Am Ende des Gottesdienstes am 25. Juli 1516, während in Rellinghausen die damals jährliche Jakobskirmes stattfand, stahlen zwei Kirchenschänder das Ziborium mit den geweihten Hostien. Sie waren nur an dem goldenen Kelch interessiert und warfen die Hostien unter einen Busch, wo sie gefunden wurden. An dieser Stelle wurde die Sühnekapelle mit dem Namen Capelle Corporis Christi zur Heiligen Stätte errichtet. Über das Gebäude sind nur wenige Erkenntnisse überliefert. Nach Andeutungen in Archivunterlagen hat es sich wohl um eine sehr kleine Fachwerkkapelle auf einem Steinsockel gehandelt; da von Ausmalungen berichtet wird, war der Innenraum wohl verputzt.
Meister Conrad Fischer bekam am 30. April 1693 den Auftrag, an derselben Stelle eine neue Kapelle zu bauen. Das Gebäude wurde 1707 fertiggestellt und ist ein Beispiel des hiesigen, bäuerlichen Barocks. Der dreiseitig geschlossene Bruchsteinbau ist auf dem First von einem Dachreiter bekrönt. Von 1841 bis 1843 wurden sechs der zwölf Fensteröffnungen zugemauert. Der Eingang in der Nordfassade wurde geschlossen sowie das elliptische Gewölbe abgebaut und durch eine flache Spiegeldecke ersetzt. Der Eingriff in das Deckengefüge verursachte erhebliche Schäden an der Dachkonstruktion, weshalb der ursprüngliche Gewölbezustand wiederhergestellt wurde. Der gemauerte Gurtbogen wurde durch einen eingebetteten Anker gesichert. Die Schlichtheit des Raumes wird durch die zurückhaltende, wabenförmige Verglasung unterstrichen.
Die Restaurierungsarbeiten von 1973 bis 1975 gaben wertvolle Aufschlüsse über die Bauchronologie und die Änderungen. 1985 wurde die Kapelle unter Denkmalschutz gestellt.
Bis heute findet an jedem 25. Juli, dem Namenstag der Hl. Anna, eine Prozession zum Gedenken an die Sakramentsschändung durch den Hostienraub statt. Sie führt von der St.-Anna-Kapelle zur Stiftskirche St. Lambertus.

## Ausstattung
Der Altarsockel stammt noch aus der Vorgängerkapelle. Der Altaraufbau ist um 1710 angefertigt worden. Die Glocke wurde 1526 gegossen.